# Spindasis syama
Spindasis syama là một loài bướm ngày thuộc họ Lycaenidae. Nó được tìm thấy ở Đông Nam Á.
Sải cánh dài 27–32 mm.
Ấu trùng ăn Psidium guajava và Dioscorea batatus.